# 埃爾莫 (加利福尼亞州)
埃爾莫（英語：Elmo）是位於美國加利福尼亞州克恩縣的一個非建制地區。該地的面積和人口皆未知。

## 地理
埃爾莫的座標為35°40′46″N 119°19′49″W / 35.67944°N 119.33028°W，而該地的平均海拔高度為92米（即302英尺）。